# (3848) Analucia
(3848) Analucia est un astéroïde de la ceinture principale.

## Description
(3848) Analucia est un astéroïde de la ceinture principale. Il fut découvert le 21 mars 1982 à La Silla par Henri Debehogne. Il présente une orbite caractérisée par un demi-grand axe de 2,45 UA, une excentricité de 0,10 et une inclinaison de 3,5° par rapport à l'écliptique.

## Compléments